# NGC 848
NGC 848 est une galaxie spirale barrée située dans la constellation de la Baleine. NGC 848 a été découverte par l'astronome américain Ormond Stone en 1885.

## Caractéristiques
Sa vitesse par rapport au fond diffus cosmologique est de 3 739 ± 19 km/s, ce qui correspond à une distance de Hubble de 55,2 ± 3,9 Mpc (∼180 millions d'al).
À ce jour, trois mesures non basées sur le décalage vers le rouge (redshift) donnent une distance de 58,767 ± 0,987 Mpc (∼192 millions d'al), ce qui est à l'intérieur des valeurs de la distance de Hubble.
La classe de luminosité de NGC 848 est I-II et elle présente une large raie HI. NGC 848 est aussi une galaxie à sursaut de formation d'étoiles. NGC 848 est une galaxie dont le noyau brille dans le domaine de l'ultraviolet. Elle est inscrite dans le catalogue de Markarian sous la cote Mrk 1026 (MK 1026).

## Groupe de NGC 835
NGC 848 fait partie du groupe de NGC 835. Outre NGC 848 et NGC 835, les autres galaxies du groupe sont NGC 833, NGC 838, NGC 839, NGC 873, et MCG -2-6-19.